# Amgros
Amgros I/S er et dansk indkøbsselskab, som indkøber medicin, høreapparater og andre varer til de danske sygehusapoteker og sygehuse. Amgros varetager desuden opgaver, der knytter sig til forskning, udvikling og registrering af de lægemidler, der produceres på sygehusapotekerne.
Amgros blev grundlagt i 1990 med det formål at samle sygehusapotekernes medicinindkøb i én virksomhed. Amgros fusionerede i januar 2008 med Sygehusapotekerne i Danmark (SAD I/S).
Amgros er ejet af de danske regioner og beskæftiger ca. 90 medarbejdere (2018), som er farmakonomer, farmaceuter, økonomer, it-ingeniører og sekretærer.